# Rosette (AOC)
Rosette AOC – nazwa francuskiego, białego, słodkiego wina wytwarzanego w Bergerac oraz pobliskich Creysse, Ginestet, Lembras, Maurens i Prigonrieux. Wina objęte utworzoną w 1946 r. apelacją muszą zawierać między 15% a 70% udział szczepów sauvignon blanc i sauvignon gris. Ta niewielka apelacja apelacja obejmuje powierzchnię zaledwie 40 hektarów, na których 16 producentów wytwarza ok. 125 tys. butelek wina rocznie.
Wino białe o lekko słomkowej barwie, łączy aromaty kwiatowe i owocowe. Wina muszą mieć zawartość cukru resztkowego wynoszącą od 8 do 54 g/l. Najlepszy smak osiąga się w okolicach 45 g/l, co nadaje Rosette delikatny charakter.